# Gregers Dirckinck-Holmfeld
Gregers Dirckinck-Holmfeld (født 4. august 1932) er dansk tv-vært, journalist og forfatter. Han blev i den bredere offentlighed især kendt som vært på programmer som Her er dit liv, Kanal 22, Hva mæ kulturen, Lørdagskanalen og Dilemma – ofte i samarbejde med kollegaen Hans-Georg Møller (alias Gorm).
Han forlod DR i 1995 og har siden udgivet en række bøger, bl.a. bogserien Den nye Danmarkskrønike samt bøger om København, Ekstra Bladet og forfatteren og designeren PH. Derudover har Dirckinck-Holmfeld arbejdet mange år i dagbladsbranchen som henholdsvis musikkritiker, kronikredaktør og kulturmedarbejder.